# Grabs
Grabs ist eine politische Gemeinde und eine Ortschaft im Schweizer Kanton St. Gallen. Sie liegt in der Region und im Wahlkreis Werdenberg.

## Geographie

Historisches Luftbild aus 400 m von Walter Mittelholzer von 1922

Grabs liegt im Rheintal zwischen Buchs im Süden und Gams im Norden. Es berührt im Westen die Toggenburger Gemeinde Wildhaus-Alt St. Johann, im Süden die Gemeinde Sevelen sowie im Südwesten die Gemeinde Walenstadt. Zur Gemeinde Grabs gehören die ausgedehnten Streusiedlungen am Grabserberg und am Studnerberg sowie auch das Städtchen Werdenberg.
Zur Gemeinde gehören ausgedehnte Alpen sowie grosse Waldgebiete; die Ortsgemeinde Grabs ist die grösste Waldbesitzerin im Kanton St. Gallen. Eingebettet zwischen den Bergen liegt auf Gemeindegebiet in 1123 m ü. M. Höhe der Voralpsee.
Grabs gehört zum Wahlkreis Werdenberg und ist flächenmässig mit 54,64 km² grösser als der Kanton Basel-Stadt. Die Gemeinde hat einen grossen Anteil an den Voralpen. Die Berge gehören zur Alviergruppe (höchster Berg: Gamsberg 2385 m ü. M.) sowie zu den Churfirsten (höchster Berg: Hinterrugg 2306 m ü. M.). Die Höhenlage reicht von 443 m ü. M. beim Ochsensand bis hinauf auf den 2385 m ü. M. hohen Gamsberg (im Dialekt: Gämsler).
| Name             | Höhe           | Gebirgsgruppe | Bemerkung                                                                          |
| ---------------- | -------------- | ------------- | ---------------------------------------------------------------------------------- |
| Gamsberg         | 2384,8 m ü. M. | Alviergruppe  |                                                                                    |
| Sichelchamm      | 2269 m ü. M.   | Alviergruppe  |                                                                                    |
| Margelchopf      | 2163 m ü. M.   | Alviergruppe  |                                                                                    |
| Chli Fulfirst    | 2368 m ü. M.   | Alviergruppe  |                                                                                    |
| Glannachopf      | 2233 m ü. M.   | Alviergruppe  |                                                                                    |
| Isisizer Rosswis | 2334 m ü. M.   | Alviergruppe  |                                                                                    |
| Sichli           | 2321 m ü. M.   | Alviergruppe  |                                                                                    |
| Schiffberg       | 2195 m ü. M.   | Alviergruppe  |                                                                                    |
| Rotstein         | 2225 m ü. M.   | Alviergruppe  |                                                                                    |
| Schlösslichopf   | 1806 m ü. M.   | Alviergruppe  |                                                                                    |
| Höchst           | 2024,7 m ü. M. | Alviergruppe  |                                                                                    |
| Förenchopf       | 1813 m ü. M.   | Alviergruppe  |                                                                                    |
| Tristencholben   | 2160 m ü. M.   | Churfirsten   |                                                                                    |
| Gamserrugg       | 2076 m ü. M.   | Churfirsten   | durch einen Skilift des Skigebiets Wildhaus-Unterwasser-Alt St. Johann erschlossen |

## Geschichte

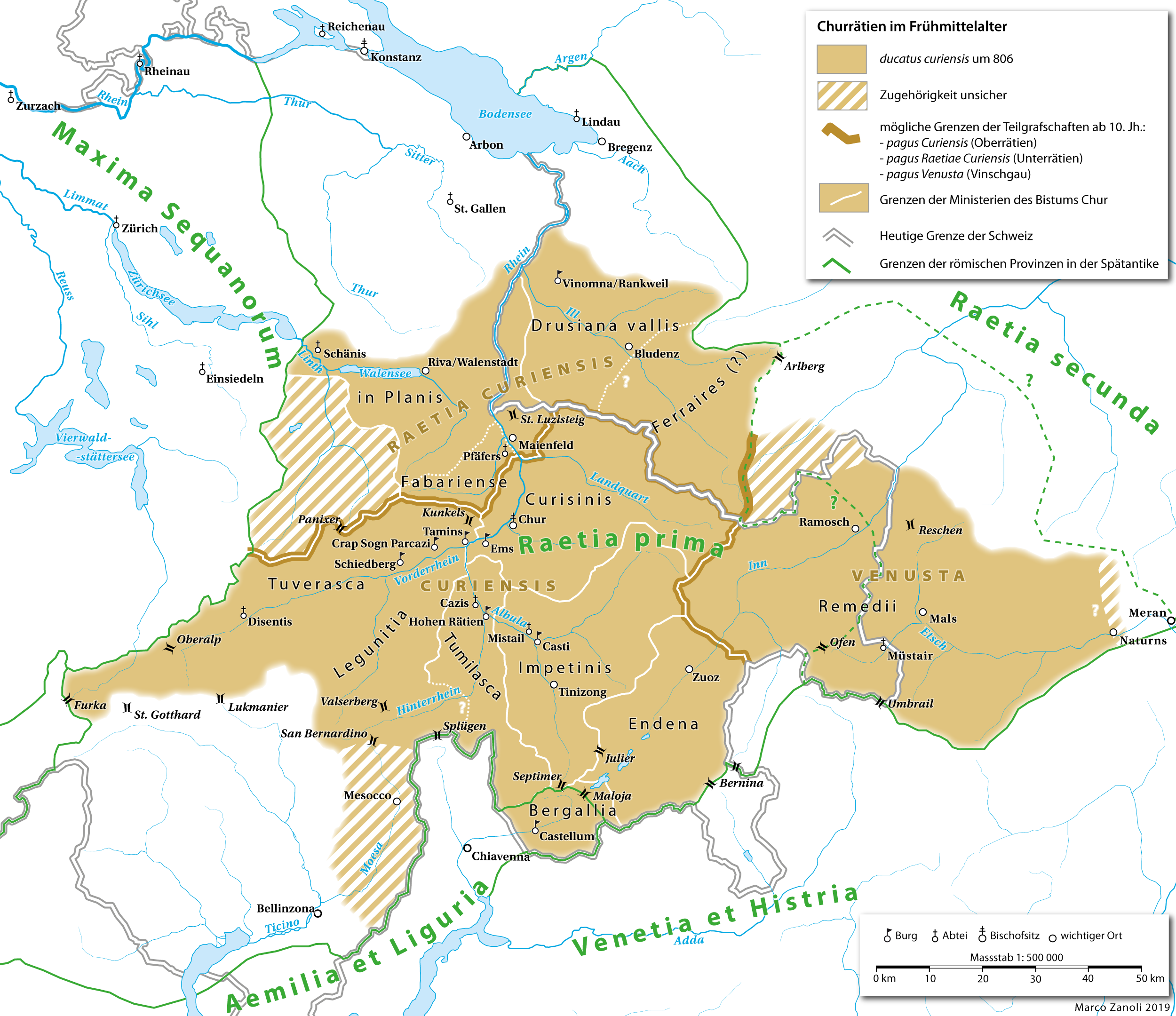
Churrätien im Frühmittelalter

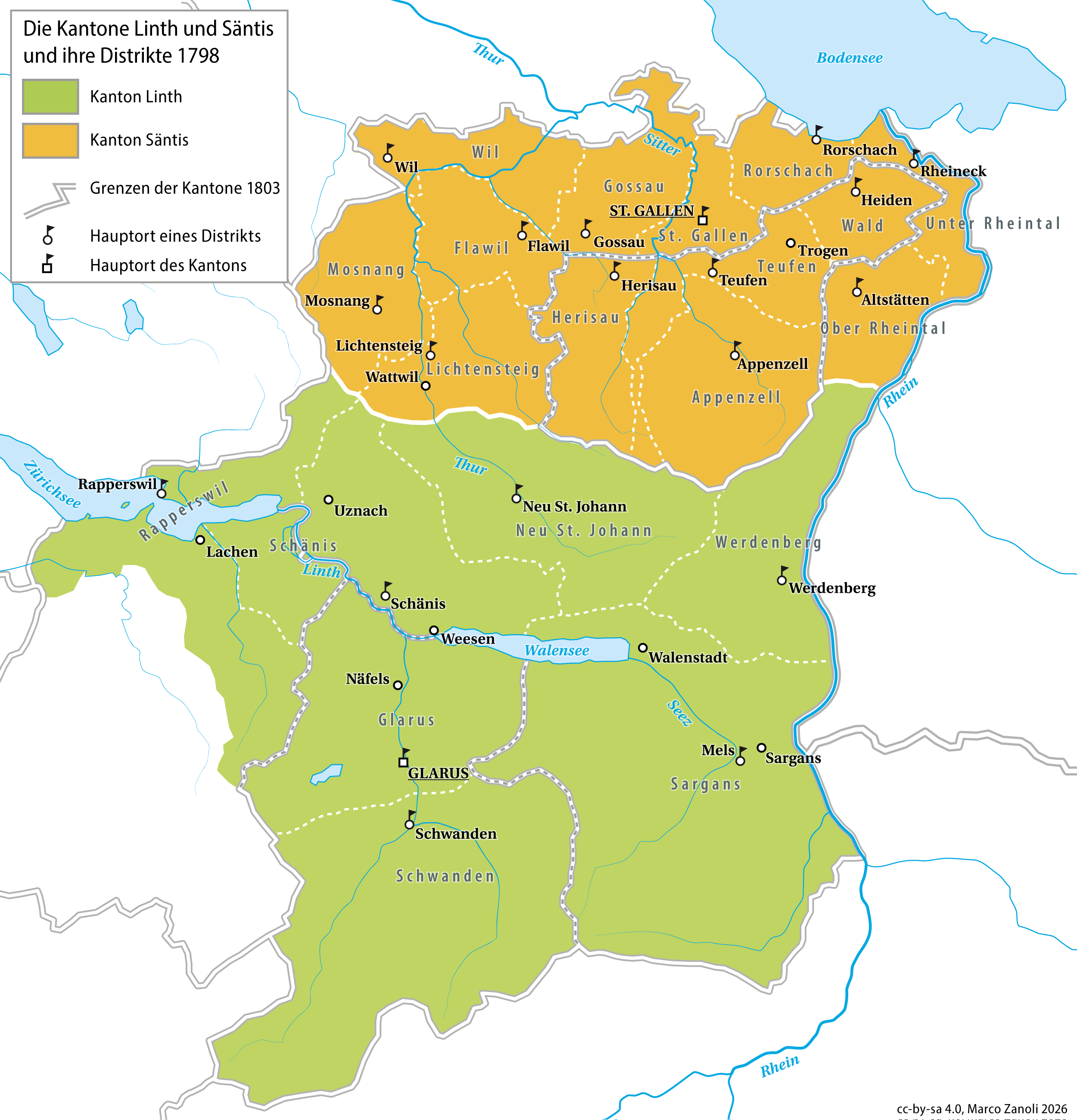
Die Kantone Linth und Säntis der Helvetischen Republik, 1798

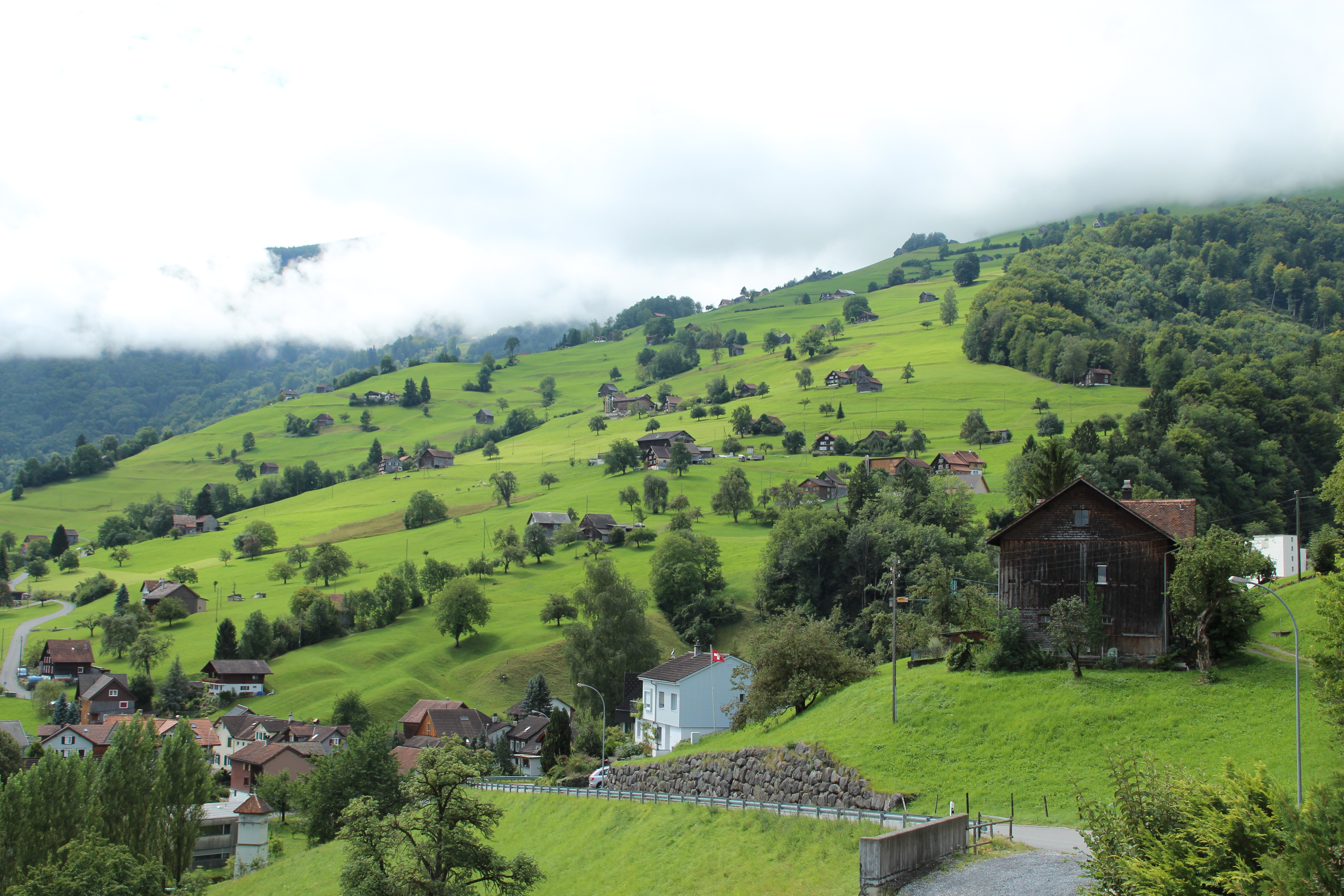
Studnerberg, vom Grabserberg aus

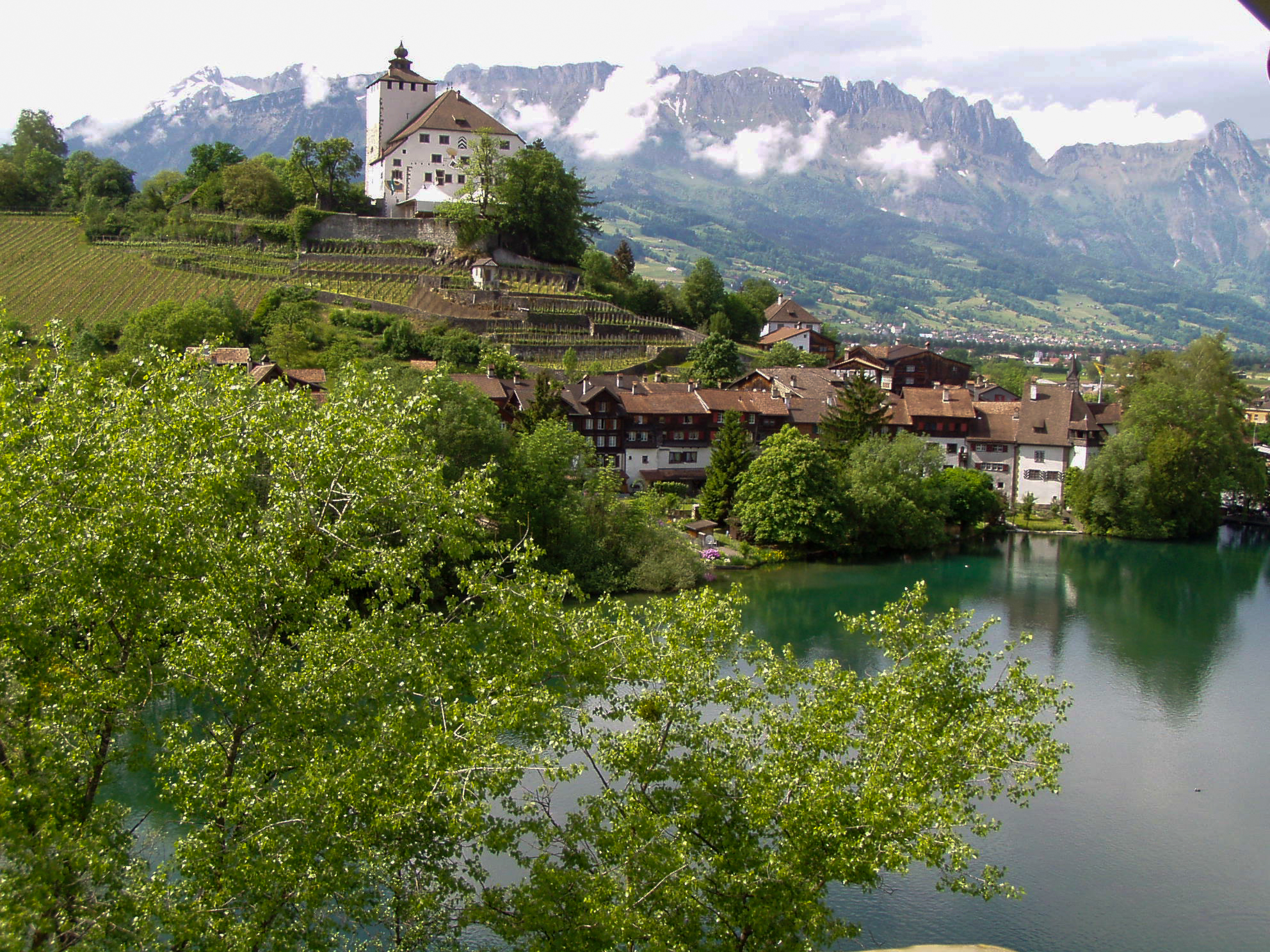
Schloss und Städtchen Werdenberg, im Hintergrund die Kreuzberge

Die Geschichte von Grabs geht auf die römische Zeit zurück. Damals standen auf dem Gebiet der Gemeinde Grabs zwei römische Türme, sogenannte Kastelle, die zur Sicherung der linksrheinischen Römerstrasse von Sargans nach Gams gebaut wurden. Das eine stand am unteren Teil des Grabserberges, das andere unterhalb des Margelchopfs über dem Obergatter. Beide Orte heissen heute Gästelen.
Durch die Eroberung des Rheintals wurde die ansässige Urbevölkerung romanisiert, das Volk der Rätoromanen entstand. Noch heute weisen viele Orts- und Flurnamen auf die Besiedlung durch die romanische Bevölkerung hin. Auch der Ortsname Grabs ist romanischen Ursprungs; die frühen Bezeugungen als Quadrabitis, Quaradaves, Quadravedes (9. Jahrhundert), später dann de Grabdis (1235) lassen ein caput rapidae erschliessen, was «Anfang (oder Ende) der Stromschnelle», vielleicht auch «Anfang (oder Ende) des steilen Anstiegs» bedeutet.
Churrätien war ab dem Frühmittelalter bis in die frühe Neuzeit eine Bezeichnung für den Teil der spätrömischen Provinz Raetia prima, zu der auch das Gebiet der Gemeinde Grabs gehörte. In der Zeit der Völkerwanderung drängten von Norden die Alemannen rheinaufwärts, erst der Hirschensprung – der enge Durchgang zwischen dem Alpstein und dem Rhein – stoppte den Ansturm einstweilen, aber auch er war kein unüberwindbares Hindernis. Schon im 8. Jahrhundert wohnten Alemannen unter der rätischen Bevölkerung. Der Prozess der Bevölkerungsumschichtung beschleunigte sich, als die Grafen von Werdenberg das Gebiet beherrschten.
Mit dem Niedergang des Geschlechts 1484 kam Werdenberg 1517 nach Kurzherrschaften verschiedener Herren als Landvogtei an Glarus. Deren Herrschaft dauerte bis zum Einmarsch der Franzosen 1798. Für fünf Jahre, bis 1803, war Grabs Teil des Distrikts Werdenberg im neu gegründeten Kanton Linth. Der Kanton Linth bestand aus dem ehemaligen eidgenössischen Ort Glarus und seinem Untertanengebiet Werdenberg, ehemaligen Untertanengebieten des Ortes Schwyz (Höfe, March, Einsiedeln) und des Ortes Zürich (Sax), den ehemaligen gemeinen Herrschaften Uznach, Gaster, Sargans und der Stadt Rapperswil sowie dem Obertoggenburg, das zuvor zur Fürstabtei St. Gallen gehört hatte.
Der Kanton Linth wurde durch die Mediationsakte Napoleons von 1803, mit der die Schweiz eine neue Verfassung erhielt, wieder aufgelöst. Sein Gebiet wurde auf die neuen Kantone Schwyz (Höfe, March, Einsiedeln), Glarus und St. Gallen (Rapperswil, Uznach, Gaster, Sargans, Werdenberg mit Grabs, Sax, Obertoggenburg) aufgeteilt.

## Werdenberg
Werdenberg ist eine Ortschaft mit historischem Stadtrecht. Das Städtchen Werdenberg gehört zur Gemeinde Grabs und liegt 0,5 km westlich von Buchs (SG) am kleinen Werdenbergersee.
In der Grafschaft Werdenberg gab es zwei uralte Korporationen, die, weil sie ihren ursprünglichen Zweck seit über 150 Jahren verloren hatten, im Jahr 2010 aufgelöst wurden:

### Die Burger und Stürer
Die ursprünglichen Werdenberger-Burger haben keinen Zusammenhang mit den Werdenberger Ortsgemeinden. Als die Grafen im 13. Jahrhundert Burg und Schloss Werdenberg erstellten, brachten sie wohl auch Gefolgsleute mit. Diese bauten an- und innerhalb der Stadtmauer ihre Häuser, daher die Bezeichnung «Burger». Sie hatten von der Herrschaft verordnete Pflichten, wie zum Beispiel die Bewachung von Stadt und Burg; und als Gegenleistung waren sie von den meisten Abgaben, die andere Untertanen erbringen mussten, befreit. Burger konnte sich während Jahrhunderten nur nennen, wer innerhalb der Stadtmauer wohnhaft («haushablich») war. Da die Landesherren damals nur selten in Werdenberg ansässig waren, organisierten sich die Burger in einer Korporation, sie erfreuten sich für damalige Verhältnisse grosser Freiheiten, sie konnten den Stadtammann und weitere wichtige Ämter aus ihren Reihen ernennen und bauten um 1478 sogar ihr eigenes Rathaus im Städtchen beim Obern Tor (heute Eigentum des Kantons St. Gallen und hat während rund 200 Jahren als Schulhaus gedient). Weiter gehörte ihnen die einzige Metzgerei in der Grafschaft, mehrere Waldungen und Wiesen, sowie das Mühlenrecht.
Im Laufe der Zeit vermehrten sich die Burger und konnten nicht mehr alle innerhalb der Stadtmauer wohnen. Diejenigen die sich ausserhalb niederliessen, wurden nun «Usburger» und die innerhalb «Inburger» genannt. «Usburger» hatten nicht mehr die gleichen Rechte wie die «Inburger», genossen aber im Vergleich mit den gewöhnlichen Untertanen (Leibeigene) immer noch viele Privilegien. «Usburger» liessen sich in der ganzen Grafschaft (den Kilch- oder Genossengemeinden Grabs, Buchs und Sevelen) nieder und hatten alle die gleichen Rechte. Die damaligen «Inburger» und «Usburger» schlossen sich später wieder alle als «Burgerkorporation der Grafschaft Werdenberg» zusammen. Erst im Jahr 1818 teilten sich die Burgergenossen und ihr Eigentum auf die drei Gemeinden Grabs, Buchs und Sevelen auf und bestanden alle selbstständig bis weit ins 20. Jahrhundert. Die ursprünglichen Burger Geschlechter sind nicht bekannt. Die älteste schriftliche Nennung eines Hausbesitzers, wohl im Städtchen, stammt aus dem Jahr 1294: «ze Werdenberg in Ulrichs Hus des Litscher» findet in Anwesenheit des Grafen Hugo von Werdenberg ein Schiedsspruch statt. Dass dieser Ulrich Litscher – das Geschlecht gibt es immer noch – ein Burger war, ist anzunehmen, aber nicht gesichert. 1303 erscheint ein «Litscher von Werdenberg», der in Lüchingen einen Hof und Weingärten vom Kloster St. Gallen zu Lehen hatte. Ein «Johannes Litscher» erscheint 1349 als Burger der Stadt Feldkirch, und ein «Joseph Litscher» verkaufte 1425 wegen Auswanderung einen Edelsitz in Vaduz. Im Laufe der Jahrhunderte erscheinen und verschwinden Dutzende Geschlechter. Durch Heiraten und Einkauf kamen neue Namen, und mangels Nachkommen starben viele aus.
Die zum Beispiel in Grabs bis etwa 1990 bekannten gültigen Burger-Geschlechter waren keineswegs seit den Anfängen dieselben.
Die «Stürer»
haben sich gemäss ältesten schriftlichen Belegen wohl im 15. Jahrhundert ebenfalls als Korporation organisiert. Die «Stürsgnossen» setzten sich aus den sogenannten «Landlüten» zusammen – Einheimische aus allen drei Grafschaftsgemeinden, die von keinen Abgaben an die Obrigkeit befreit waren. Man nimmt an, dass die Bezeichnung «Stürer» nichts im Sinne der heutigen Steuern zu tun hat, sondern den Begriff von 'zusammensteuern' umschreibt. Die «Stürer» führten – wie die «Burger» – eine gemeinsame Kasse, aus der sie – ebenfalls wie die «Burger» – ihren Mitgenossen vorwiegend Liegenschaften gegen Zins belehnten und die Zinsen wieder an alle, auch die mittellosen Genossen, auszahlten. Dies wurde von beiden Korporationen bis weit ins 19. Jahrhundert so gehandhabt, bis die Belehnungen mit der Zeit gänzlich durch die Banken übernommen wurden. Gespiesen wurden die Kassen nebst den Zinseinnahmen auch aus sogenannten «Abzügen» und «Einkäufen», das waren Gelder, die jemand entrichtete, der sich in der Grafschaft niederliess – oder auch abzog. Um diese und andere Einnahmen kam es zwischen den beiden Korporationen oft zu Streit und Prozessen. Betreffend der Stürer-Geschlechter gilt dasselbe wie bei den Burger-Geschlechtern. Sie haben sich im Laufe der Jahrhunderte ständig wieder geändert.
Weder «Burger» noch «Stürer» konnten die sogenannten «Hindersäss» (eingewanderte Geschlechter) werden, ausser, auch dies kam vor, wenn jemand das nötige Geld für einen «Einkauf» hatte, was aber sehr teuer war. Einen Sonderstatus genossen die «freien Walser». Da sie ursprünglich weitab der Siedlungen, Wiesen und Allmenden in hohen, meist unwirtlichen Gebieten lebten, waren sie von allen Abgaben befreit. Als sie allmählich auch in tiefere Lagen drängten und ebenfalls an den allgemeinen Einrichtungen und Allmenden teilhaben wollten, führte auch dies während Jahren immer wieder zu viel Streit und Prozessen.

## Wappen
Blasonierung:
In Silber natürlicher Mann, mit grünem Laub gekrönt und umgürtet. In der Rechten eine natürliche Holzkeule, in der Linken eine ausgerissene Tanne haltend
Das offizielle Hoheitszeichen der Gemeinde Grabs ist am 26. Juni 1938 beschlossen worden. J. Schläpfer schrieb 1834 über ein diesbezügliches Glasgemälde an einem Fenster vom Schloss Werdenberg: «Nr. 30. Kleine runde Glasscheibe. Ein gelbes Wappenschild mit einem wilden Mann, eine Tanne haltend. Umschrift: A° Domini 1559. NB. Ist aus der Kirche zu Grabs, wahrscheinlich das Wappen dieser Gemeinde.»
Das Wappen kann verschieden gedeutet werden. Die Tanne steht vermutlich für das grosse Waldvorkommen in der Gemeinde. Der Wilde Mann könnte vom früheren Glauben der Menschen herkommen, dass wilde Gestalten die dichten Wälder bevölkerten.
Die Gemeinde Grabs, die 1803 aus den Orten Grabs, der Stadt Werdenberg, Grabserberg und Studen gegründet wurde, besass kein eigenes Wappen. Einzig Werdenberg führte ein eigenes Wappen, in Silber ein schwarzer Pfau.
Erst nach der Jahrhundertwende legte sich Grabs ein Wappen zu.

## Gesundheitswesen
In Grabs ist das kantonale Spital Grabs für den Südosten des Kantons St. Gallen, ausserdem gibt es hier das Regionale Pflegeheim Werdenberg sowie das Betagtenheim «Stütlihus».

## Bevölkerung
| Jahr      | 1816  | 1850  | 1900  | 1950  | 2000  | 2005  | 2010  | 2015  | 2019  | 2022  |
| Einwohner | 2'354 | 3'272 | 4'411 | 4'516 | 6'297 | 6'381 | 6'842 | 6'929 | 7'147 | 7'302 |
| Quelle    |       |       |       |       |       |       | [ 7 ] | [ 7 ] | [ 7 ] | [ 7 ] |

| Einwohner Total      | 7'032 |
| davon Grabser Bürger | 2'700 |
| Niedergelassene      | 2'960 |
| Wochenaufenthalter   | 101   |
| Ausländer            | 1'271 |

## Wirtschaft
Das grösste Unternehmen in Grabs ist nach dem Kantonalen Spital der international tätige Etiketten- und Etikettiermaschinenhersteller Pago.

## Persönlichkeiten
- Markus Vetsch (1759–1813), Werdenberger Freiheitskämpfer
- Heinrich Ammann (1763–1836), Hausorgelbauer
- Paravizin Hilty (1806–1866), Kaufmann und Politiker
- Carl Hilty (1833–1909), Staatsrechtler, Nationalrat und Laientheologe
- Andreas Sprecher von Bernegg (1871–1951), Pflanzenbauwissenschaftler
- Jakob Vetsch (1886–1944), Bezirksammann
- Curt Goetz (1888–1960), Schriftsteller und Schauspieler (im Spital Grabs gestorben)
- Christian Eggenberger (1894–1967), Gemeindepräsident, Bezirksammann, Kantonsrat, Nationalrat
- Hermann Werder (1901–1984), Arzt, langjähriger Chefarzt des Spitals
- Mathias Eggenberger (1905–1975), Regierungsrat, Nationalrat, Ständerat
- Florian Vetsch (1921–1972), Regierungsrat, Bezirksammann, Nationalrat, Kantonsrat
- Hildegard Fässler (* 1951), Nationalrätin
- Hans Martin Tschudi (* 1951), Politiker
- Oswald Metzger (* 1954), deutscher Politiker und Publizist
- Martin Gantenbein (* 1959), Musiker, Komponist
- Kurt Jäger (* 1961), liechtensteinisch-schweizerischer Diplomat
- Pipilotti Rist (* 1962), Videokünstlerin
- Pascal Egloff (* 1992), Skispringer
- Luca Egloff (* 1995), Skispringer

In Grabs geboren:
- Wolfgang Grönebaum (1927–1998), Schauspieler
- Hans-Jörg Rheinberger (* 1946), Liechtensteiner Wissenschaftshistoriker
- Daniel Meier (* 1957), Liechtensteinischer Fussballspieler
- Ursula Konzett (* 1959), Liechtensteiner Skirennläuferin
- Jürg Hanselmann (* 1960), Pianist und Komponist
- Mario Konzett (* 1962), Liechtensteiner Skirennläufer
- Peter Klaunzer (* 1967), Liechtensteiner Fussballspieler
- Martin Heeb (* 1969), Liechtensteinischer Fussballspieler
- Vinzenz Wohlwend (* 1969), Ordensgeistlicher, Abt der Zisterzienserabtei Wettingen-Mehrerau
- Thomas Zwiefelhofer (* 1969), Politiker
- Harald Benz (* 1972), Liechtensteinischer Fussballspieler
- Martin Meyer (* 1972), Liechtensteiner Wirtschaftswissenschaftler, Politiker, Stellvertreter des Regierungschefs
- Manfred Bischof (* 1973), liechtensteinisch-österreichischer Politiker
- Jürgen Hasler (* 1973), Liechtensteiner Skirennläufer
- Christian Lippuner (* 1973), Politiker
- Daniele Polverino (* 1976), liechtensteinisch-schweizerischer Fussballspieler und -trainer
- Thomas Dürr (* 1978), Liechtensteiner Bobfahrer
- Ulrike Kaiser (* 1978), Liechtensteiner Judoka
- Marco Ender (* 1979), Liechtensteinischer Fussballspieler
- Michael Riegler (* 1979), Liechtensteiner Skirennläufer
- Martin Stocklasa (* 1979), liechtensteinischer Fußballspieler und -trainer
- Simon Ammann (* 1981), Schweizer Skispringer
- Christof Ritter (* 1981), Liechtensteiner Fussballspieler
- Peter Jehle (* 1982), Liechtensteiner Fussballspieler
- Michael Klingler (* 1983), Liechtensteiner Bobfahrer
- Ignaz Bearth (* 1984), Politiker und Aktivist
- Marianne Abderhalden (* 1986), Skirennfahrerin
- Cengiz Biçer (* 1987), Liechtensteiner Fussballspieler
- Seyhan Yildiz (* 1989), Liechtensteiner Fussballspieler
- Michael Lampert (* 1990), Kickboxer
- Sascha Schmid (* 1993), Politiker, St. Galler Kantonsrat
- Jessica Hilzinger (* 1997), liechtensteinisch-deutsche Skirennfahrerin
- Roman Spirig (* 1998), liechtensteinisch-schweizerischer Fussballspieler
- Lydia Andrade (* 1999), schweizerisch-angolanische Fussballspielerin
- Yannick Wilhelmi (* 2000), Squashspieler